# Castello di Poděbrady
Il castello di Poděbrady (in ceco Zámek Poděbrady) si trova nell'omonimo comune del Distretto di Nymburk, Boemia Centrale in Repubblica Ceca. L'ex castello reale del XII secolo appartenne a Ottocaro II di Boemia, fu ricostruito più volte, l'ultima in stile barocco nella prima metà del XVIII secolo. Il parco del castello si trova sulla riva destra dell'Elba, dove forma il lato sud-est della piazza principale.

## Storia

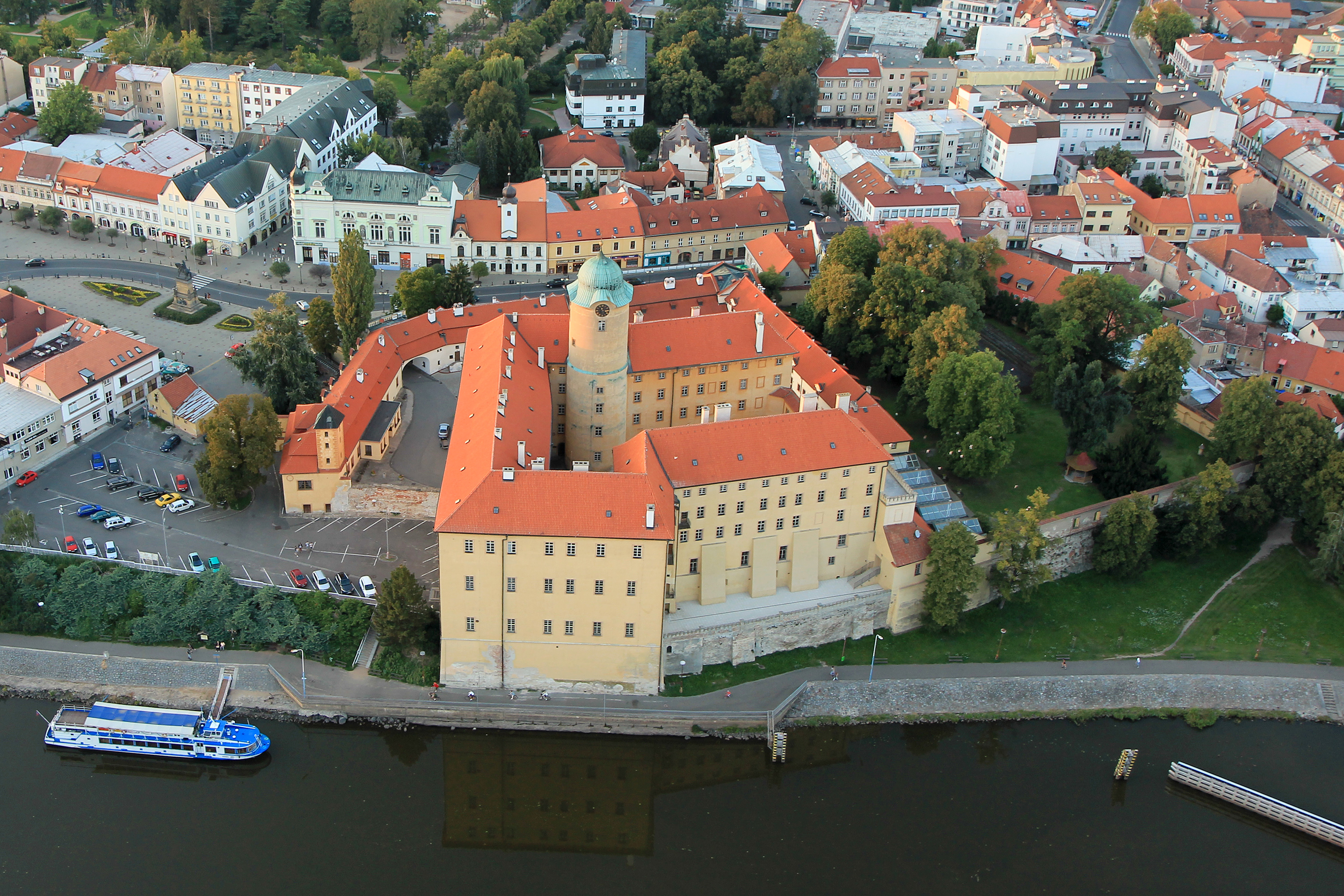
Immagine del complesso del castello visto dall'alto

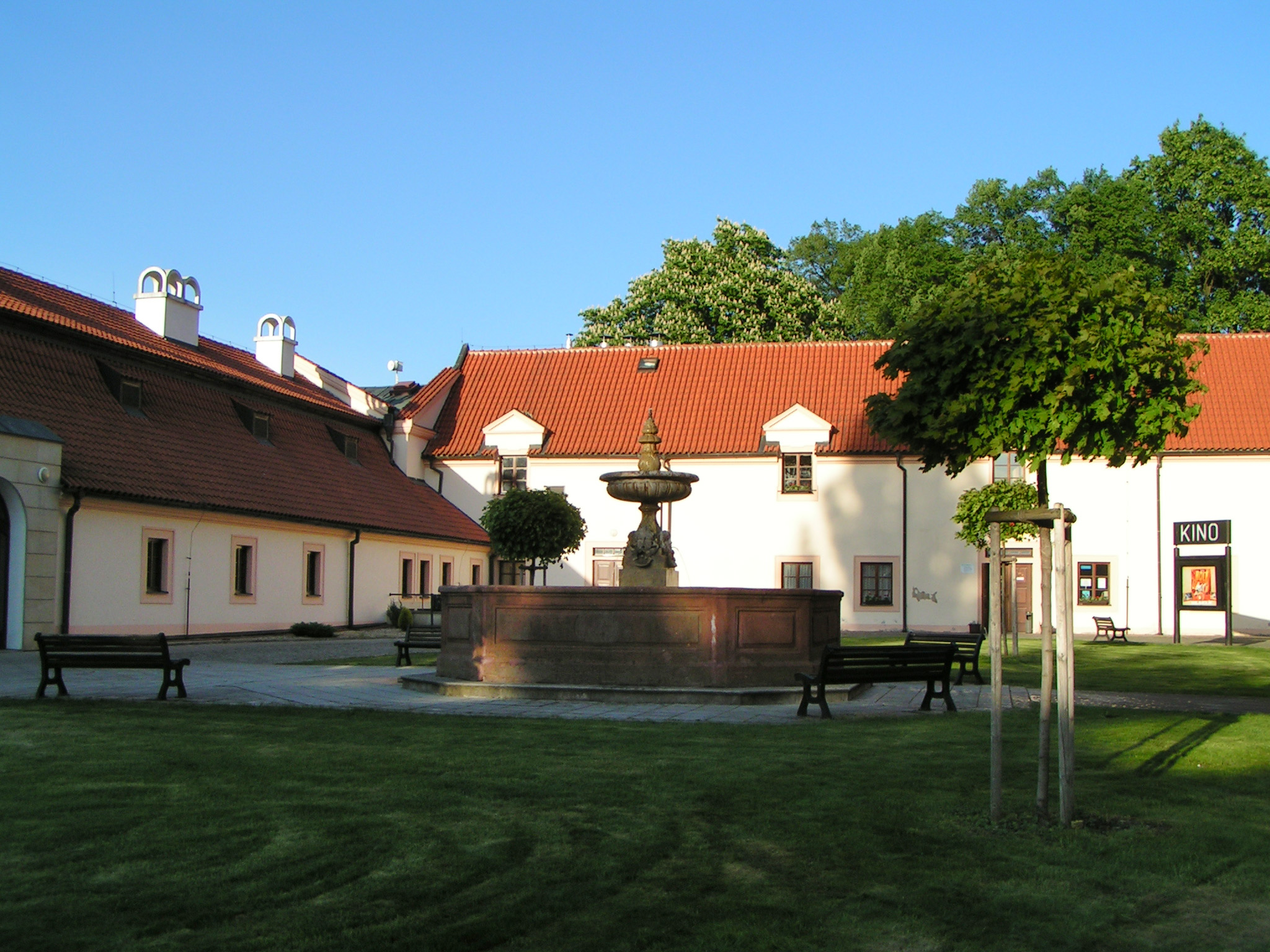
Cortile del castello di Poděbrady

La prima struttura sul sito fu costruita da una ricca ma non meglio identificata  personalità ceca  dopo il 1108. A quel tempo, dopo il crollo del potente principato Slavník e la distruzione della famiglia Vršov, gli sconosciuti proprietari di Poděbrady costruirono una residenza fortificata su una roccia sopra il fiume Elba. In seguito il maniero passò al re Ottocaro II di Boemia che lo fece in parte ricostruire ed ampliare e di tanto in tanto vi soggiornavano il monarca e l'intera corte. Il castello fu uno dei tanti luoghi strategicamente importanti sull'Elba che avrebbe dovuto proteggere la città di Praga dall'invasione dei nemici da est e nord-est. Nel XIV secolo importanti nobili moravi, i signori di Kunštát, acquistarono la tenuta rivedendone le strutture difebsive. Fu durante la loro signoria e tra il XIV e l'inizio del XV secolo che il castello venne ricostruito nuovamente ulteriormente fortificato e furono ampliati i canali d'acqua già esistenti. Fu ricostruito in stile rinascimentale dopo il 1539, venne danneggiato durante la guerra dei trent'anni e poi restaurato in stile barocco dopo il 1723 e nella seconda metà del XVIII secolo. Il castello non perse la sua forma acquisita nemmeno sotto gli ultimi proprietari privati, che furono dal 1885 al 1912 il principe Hohenlohe di Schillingsfürst e sua moglie Chariclea, nata Ypsillants. L'aspetto del castello è il risultato di numerose ricostruzioni. Il pozzo del castello si trova nell'angolo sud-est del cortile interno del castello. Un tempo era l'unica fonte di acqua potabile di alta qualità per il castello e l'intera città. Fu scavato nella roccia marnosa nel XIII secolo ad una profondità di tredici metri. La parte superiore del pozzo venne successivamente murata. Il grande traffico al pozzo, che si trovava davanti all'ingresso della residenza principesca, costrinse il principe Hohenlohe ad aiutare la città con la costruzione di un approvvigionamento idrico cittadino dai boschi padronali circostanti e la perforazione di nuovi pozzi. Negli anni quaranta del XX secolo il pozzo venne interrato, ma durante il restauro complessivo del castello venne nuovamente ripulito e dotato di nuovo anello e grata.

## Descrizione

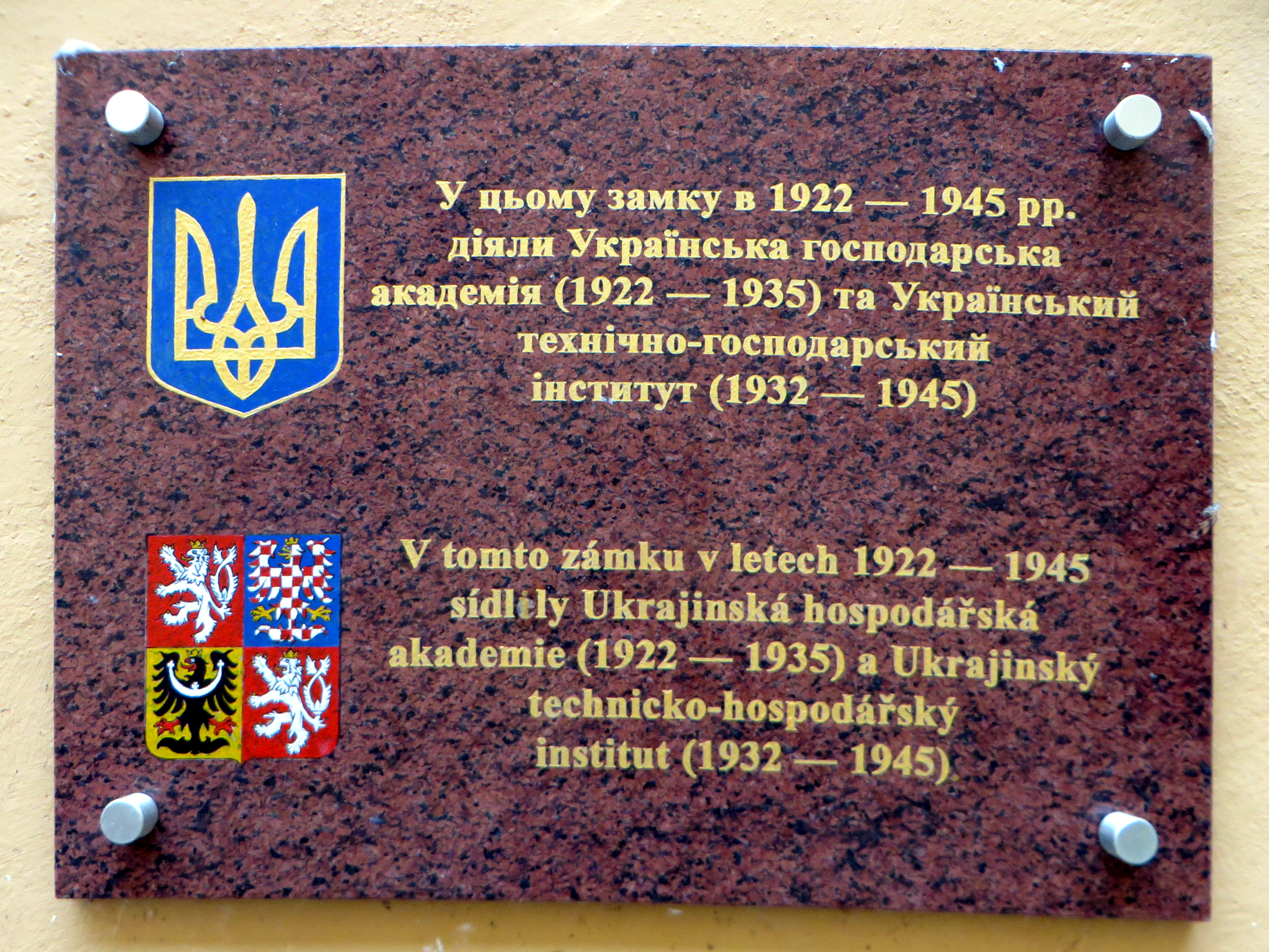
Targa commemorativa che ricorda il periodo nel quale il castello ospitò l'Accademia ucraina di economia a Poděbrady, nel cortile

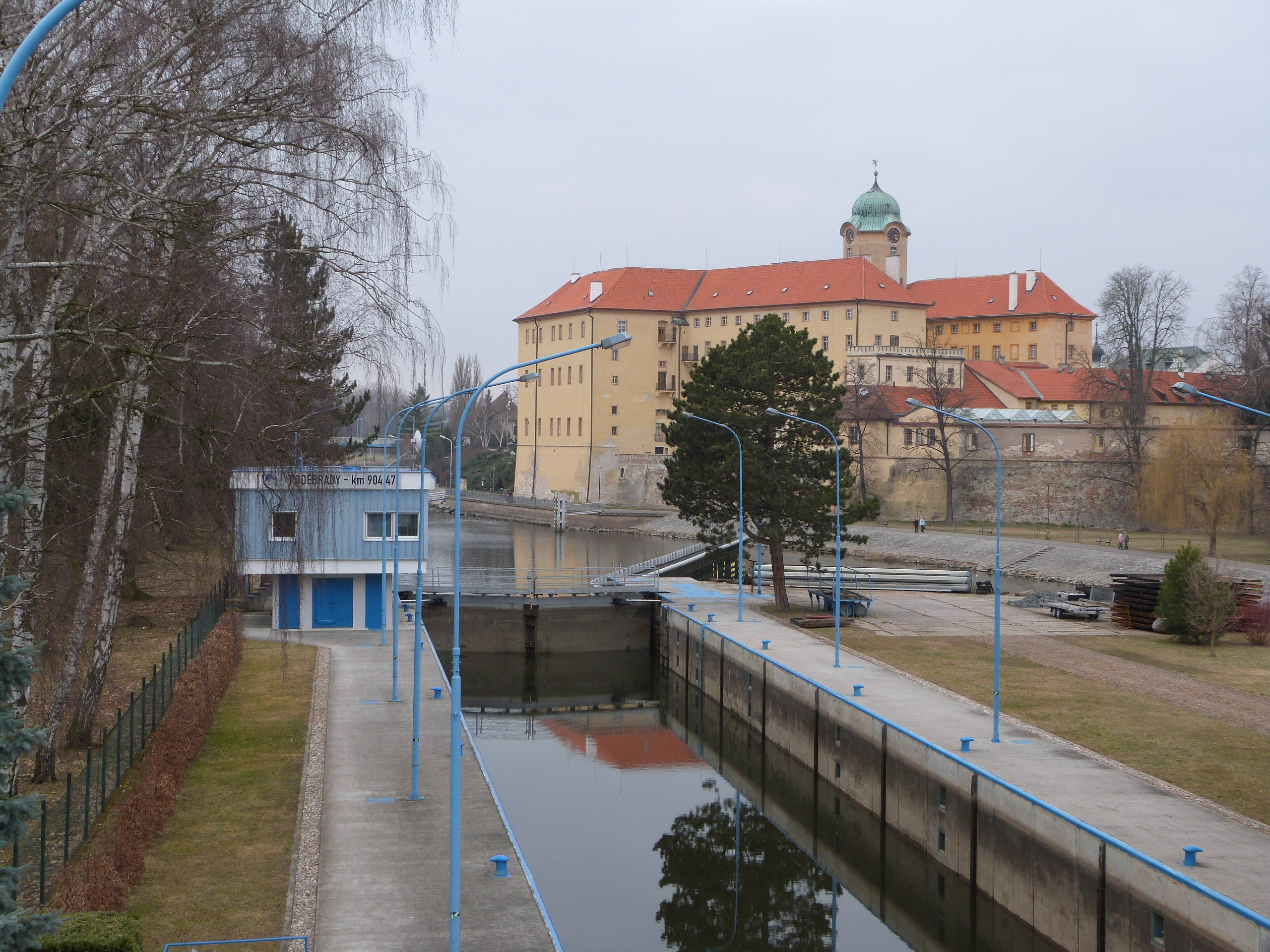
Una chiusa sul fiume Elba a breve distanza dal castello

Il castello si trova a Poděbrady, comune della Boemia Centrale in Repubblica Ceca. Sorge su un punto elevato sulla riva destra dell'Elba. L'edificio principale del castello ha una pianta irregolare attorno al cortile con pianta a forma di L. Le ali sui lati sud e sud ovest sono a due piani, le altre ali sono a quattro piani. In una parte che si affaccia nel giardino si trova la sala terrena. Nell'ala nord si trova una torre cilindrica con il caratteristico tetto a campana. Un muro di cinta circonda parzialmente il complesso con fossato in muratura e con un ponte davanti al cancello principale. Nell'intero complesso del castello ci sono due spazi di interesse accessibili al pubblico: la cappella medievale conservata e la cosiddetta sala natale di re Giorgio, adiacente ad essa. La cappella è decorata con resti di affreschi tardo gotici con motivi religiosi e profani. La mostra nella sala è dedicata all'epoca e alla personalità del re Giorgio di Poděbrady e soprattutto al suo impegno per la pace. Nella stanza accanto, secondo l'antica tradizione, nacque il futuro re ceco Giorgio di Poděbrady. L'esposizione in questa sala ricorda l'opera dello scultore ceco B. Schnirch, autore della statua equestre di re Giorgio nella piazza. Si accede al castello dalla piazza attraverso un portale con tre stemmi in stucco della metà del XVI secolo. Ai lati dell'aquila bicipite asburgica ci sono i simboli dei regni ceco e ungherese. Sopra l'arco della porta si aprono piccole finestre con carrucole, che servivano a sollevare l'originario ponte levatoio sul fossato. Adiacente alla porta si trova l'area dell'ex parte di servizio del castello col piazzale, i cui edifici furono costruiti al posto delle mura medievali solo nel XVI secolo. Nel piazzale un tempo c'erano cucine, panifici, una fucina e stalle. Qui vivevano anche il personale di servizio del castello con le famiglie. L'ala nord è stata trasformata negli anni passati in un teatro. La torre prismatica rinascimentale nell'angolo della parte meridionale del cortile, affacciata sull'Elba, è un ex acquedotto rinascimentale che è anche la parte più importante del vecchio castello. Questa struttura cilindrica era provvista di un camminamento nella parte superiore e coperta da un tetto a tenda. Fin dal medioevo la torre fungeva da prigione, alla quale si accedeva tramite un ponte dal camminamento del parco. Qui calavano i prigionieri con una corda. Durante il regno di Vladislav Jagiellonský qui furono imprigionati 13 leader del ribelle Kutnohorské havíř. Di fronte alla torre, in un piccolo affioramento del cortile, ricavato dalla ricostruzione rinascimentale, si trova il pozzo profondo 13 metri. Dietro il pozzo, sul lato nord dell'ala sud del castello, si conservano tracce degli archi dei portici rinascimentali murati della metà del XVI secolo.
Il cosiddetto castello anteriore comprende gli edifici lungo il perimetro del primo cortile.

### Monumento culturale della Repubblica Ceca
La tutela dei monumenti della Repubblica Ceca considera il complesso del castello di Poděbrady un monumento culturale nazionale tutelato col numero di catalogo 1000147608. Oggetto di tutela è il castello con piazzale, il muro di cinta con fossato e ponte, il cancello dell'ex birreria ed il terreno di pertinenza.